# Martin Luther King III

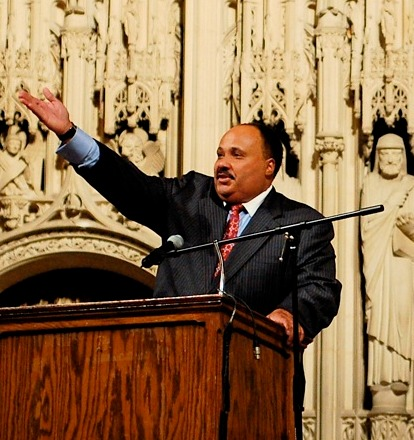
Martin Luther King III in New York City (2007)

Martin Luther King III (* 23. Oktober 1957 in Montgomery, Alabama) ist ein amerikanischer Menschenrechtler. Er ist der älteste Sohn des Bürgerrechtsaktivisten Martin Luther King, Jr. und dessen Ehefrau Coretta Scott King. Seine Geschwister sind Dexter Scott King, Bernice Albertine King und Yolanda King.

## Leben
King besuchte die Galloway School und das Morehouse College, wie sein Vater, Großvater und Urgroßvater. 1979 bekam er vom Morehouse College seinen Bachelor in Political Science.
1997 wurde Martin Luther King III zum Vorsitzenden der Southern Christian Leadership Conference gewählt. Dieses Amt hatte er bis 2004 inne. 2013 gehörte er zusammen mit Barack Obama, Bill Clinton und Jimmy Carter zu den prominenten Rednern bei der Gedenkfeier zum 50. Jahrestag der historischen Ansprache seines Vaters Martin Luther King am Denkmal von Abraham Lincoln. Im Zusammenhang mit den Unruhen von Ferguson rief er zusammen mit Al Sharpton zum friedlichen Widerstand auf.
Nach dem Tod der Mutter Coretta führten die Kinder und die Nachlassverwalter mehrere Prozesse gegeneinander im Zusammenhang mit dem Nachlass, Lizenzen und Dokumenten von Martin Luther King.
Im Februar 2008 heiratete Martin Luther King III seine langjährige Lebensgefährtin Andrea Waters. Am 25. Mai 2008 wurde die Tochter Yolanda Renee King geboren, das erste und bisher einzige Enkelkind von Martin Luther King. Sie wurde nach ihrer Tante Yolanda King benannt, die ein Jahr zuvor an einem Herzleiden im Alter von 51 Jahren in Santa Monica gestorben war.
Im Rahmen des Montreal Black Film Festival 2015 wurde er für sein Engagement gegen die Ungleichheit auf Grund der Hautfarbe der Menschen in den USA mit dem Humanitarian Award ausgezeichnet. Außerdem wirkte er am Film King aus dem Jahr 1978 (Regie: Abby Mann) mit.